# Diataga
Diataga is een geslacht van vlinders van de familie echte motten (Tineidae), uit de onderfamilie Scardiinae.

## Soorten
- D. brasiliensis (Zagulajev, 1966)
- D. compsacma Meyrick, 1919
- D. direpta Robinson, 1986
- D. frustraminis Robinson, 1986
- D. leptosceles Walsingham, 1914
- D. levidensis Robinson, 1986
- D. mercennaria Robinson, 1986